# Xã Nogosek, Quận Stutsman, Bắc Dakota
Xã Nogosek (tiếng Anh: Nogosek Township) là một xã thuộc quận Stutsman, tiểu bang Bắc Dakota, Hoa Kỳ. Năm 2010, dân số của xã này là 20 người.